# Азов (селище)
Азо́в — селище в Україні, в Пологівському районі Запорізької області. Входить до складу Розівської селищної громади. Населення становить 907 осіб.
Село тимчасово окуповане російськими військами 24 лютого 2022 року.

## Географія
Селище Азов знаходиться на відстані 2 км від селища Мирне та за 10 км від селища Розівка. По селищу протікає пересихаючий струмок з загатою. Поруч проходить залізниця, станція Роз'їзд 376 км за 2,5 км.

## Історія
- 1823 — дата заснування як села Тигенроф.
- 1918 — перейменоване в село Новоясинівка.
- 1938 — перейменоване в село Азов.
- До 2018 орган місцевого самоврядування — Азовська сільська рада.
- 12 червня 2020 року, відповідно до розпорядження Кабінету Міністрів України № 713-р «Про визначення адміністративних центрів та затвердження територій територіальних громад Запорізької області», увійшло до складу Розівської селищної громади[1].
- 19 липня 2020 року, в результаті адміністративно-територіальної реформи та ліквідації  Розівського району увійшло до складу Пологівського району[2].

## Об'єкти соціальної сфери
- Школа
- Дитячий садок
- Клуб

## Історія створення школи
Перші згадки про школу, які дійшли до нас, сягають 1903 року. Саме в цей рік німці-колоністи збудували початкову церковно-приходську. Після Жовтневих подій 1917 школу було реорганізовано в семирічну. При школі працював
лікнеп, його відвідували бідні селяни. В цей час недалеко від села Азов, в хуторі Дніпровському, було відкрито початкову школу, яка перестала функціонувати після війни, тому що хутір було вщент розбито фашистами. Директором школи до війни був Данило Степанович Онищенко. А вчителями початкових класів були Євдокія Романівна Салпан і Євдокія Іванівна Перелигіна.
1939 рік. Азовську школу очолював директор школи, вчитель біології Терещенко Дмитро Омелянович. При школі функціонував інтернат, в якому жили учні старших класів з х. Дніпровського та діти-сироти. Зараз проживають у нашому селі вихованки цього інтернату, сироти Пашко Євдокія Іванівна та Пашко Галина Іванівна.
Під час окупації школа працювала, але мали можливість навчатися тільки діти заможних батьків. В роки війни до школи приїхали випускниці педагогічних закладів Антощенко Параска Якимівна та Удовенко Віра Семенівна. В 1945 році при школі працювали курси трактористів.
В 1960 році на базі школи було відкрито вечірню школу, в якій працювали вчителі-ентузіасти: Віра Семенівна Удовенко, Паша Якимівна Антощенко, Ганна Семенівна Дядюн, Микола Федорович Жук, Єлисеєва Любов Василівна, Вакуленко Ольга Антонівна. На базі вечірньої школи працював драмгурток, яким керувала Ганна Семенівна Дядюн. В школі працював ансамбль народних інструментів, яким керувала Рула Таїса Григорівна. Директором школи в той час працювала Вакуленко Ольга Антонівна.
В 1974 році було побудовано нову школу на 192 місця. Директором школи було призначено Тимчину Івана Івановича. В старій школі було розміщено майстерні та їдальня.
За рішенням виконкому Куйбишевської райради від 3 квітня 1981 року за № 112 школу було реорганізовано в середню. За допомогою дирекції радгоспу «Азов» було побудовано чотири класні кімнати: хімкабінет, учительську, кімнату бойової та трудової слави.
Перший випуск десятикласників відбувся в 1983 році. Школу в той рік закінчило 18 учнів.
У ці роки школу підтримував матеріально радгосп «Азов», який був на той час передовим господарством в районі. Завдяки профкому і дирекції радгоспу в школу завозились наочні посібники, меблі.
З 1974 по 1992 рік школу очолював Тимчина Іван Іванович, з 1992 по січень 1995- Ковпак Лідія Тимофіївна, з 1995 по 1999-Остапенко Зінаїда Григорівна. З серпня 1999 року по 2012 рік очолювала школу досвідчений педагог, вмілий керівник Луцко Валентина Вікторівна. З 2012 по сьогоднішній день директором школи є Мельниченко Людмила Євгенівна.